# Callimenus oniscus
Callimenus oniscus är en insektsart som beskrevs av Hermann Burmeister 1838. Callimenus oniscus ingår i släktet Callimenus och familjen vårtbitare. Inga underarter finns listade i Catalogue of Life.